# Carlos J. Echavarría
Carlos José Echavarría Misas (Medellín, 1902-1978) fue un industrial colombiano . 

## Biografía
Hijo menor de Alejandro Echavarría Isaza y Ana Josefa Misas Euse. Cursó estudios de secundaria en la Academia Militar de Bordentown, Nueva Jersey. Posteriormente se graduó en economía y finanzas en 1924, en la Universidad de Columbia. 
Cuando regresó a Colombia entró a trabajar  Alejandro Echavarría e Hijos, la empresa de su padre dedicada a la importación de textiles. 
Fue miembro de la junta directiva de Coltejer, y luego gerente, entre 1940 y 1961.  Fue presidente de Bavaria de 1969 a 1971. Fue fundador de la Asociación Nacional de Industriales (ANDI), del Banco Industrial Colombiano (BIC) y de Radio Cadena Nacional (RCN). Fue presidente de las juntas directivas de la ANDI, Agroindustrial de Urabá y Textiles Colibrí y miembro de las juntas directivas de Cervunión, Paz del Río, Banco del Comercio, Colmotores, Corporación Financiera, Celanese, Apolo, Metales y Baterías, y Ganadera Nacional; e impulsor de la industria bananera de Urabá. 